# Geschichte(n) Tansanias
Geschichte(n) Tansanias ist der Titel einer Sonderausstellung mit umfangreichem Begleitprogramm, die vom 29. November 2024 bis 24. November 2025 im Humboldt Forum in Berlin präsentiert wird. Die Ausstellung und begleitenden Veranstaltungen sind in Zusammenarbeit mit Kulturexperten sowie Künstlerinnen und Künstlern in Tansania und Deutschland entstanden. Sie zeigen die Vielfalt und Komplexität der tansanischen Geschichte und Kultur, von der prähistorischen Zeit bis zur Gegenwart.

## Entstehung und Verlauf
In den Sammlungen deutscher Museen befindet sich eine große Zahl von Kulturgütern, die aus der ehemaligen Kolonie Deutsch-Ostafrika stammen. Im Rahmen deutsch-tansanischer Zusammenarbeit arbeiten das National Museum of Tanzania (NMT) mit Berliner Stiftungen und dem Ethnologischen Museum Berlin seit 2016 zusammen. Dabei entstanden unter anderem Projekte und Veröffentlichungen wie das Pilotprogramm Tanzania–Germany: Shared Object Histories?, das Humboldt Lab Dahlem und das Humboldt Lab Tanzania. Zu vorausgegangenen Publikumsveranstaltungen zählen auch die Ausstellung, Performance und Videoinstallation Vinyago, bei der zum Jahreswechsel 2022/23 tansanische Tänzerinnen und Tänzer ihre zeitgenössische Choreografie mit historischen rituellen Masken aus den Beständen des Museums aufgeführt hatten.
Seit 2022 bereiteten Mitarbeiter des NMT, der Stiftung Preußischer Kulturbesitz sowie der Stiftung Humboldt Forum (SHF) sowie Vertreter der Zivilgesellschaft in Berlin und Tansania die Ausstellung Geschichte(n) Tansanias vor. Die dabei 170 gezeigten Werke und ihre jeweilige Geschichte (cultural belongings) stammen aus den mehr als 10.000 tansanischen Objekten im Besitz des Ethnologischen Museums Berlin. Die Sonderausstellung, die bis zum 24. November 2025 im Humboldt Forum zu sehen sein wird, hat zum Ziel, die „reiche und komplexe Kultur Tansanias“ zu präsentieren. Sie wurde am 28. November 2024 durch Kulturstaatsministerin Claudia Roth als „Ergebnis deutsch-tansanischer Zusammenarbeit“ eröffnet.
Die Ausstellung umfasst verschiedene Themen aus der Geschichte des Landes und vermittelt Eindrücke von der Urgeschichte bis zur Zeit nach der Unabhängigkeit sowie zum modernen Leben. Sie vermittelt dabei Einblicke in die kulturelle Vielfalt Tansanias mit seinen mehr als 120 ethnischen Gruppen und Sprachen. Das Programm zeichnet sich durch vielfältige Narrative und Perspektiven aus und geht von den Leitfragen aus, wer die Geschichte des jeweils anderen verfasst hat und aus welchen Blickwinkeln dies geschah. In Textbeiträgen und gefilmten Gesprächen kommentieren die Kuratorinnen und Kuratoren aus Daressalam, Songea und Berlin sowie Vertreter tansanischer Gruppen die Ausstellung.
Einen besonderen Schwerpunkt stellt die Zeit der deutschen und britischen Kolonialherrschaft und deren Auswirkungen dar. Dabei wird in den Arbeiten der ostafrikanischen Künstlerinnen und Künstler der „koloniale Blick“ kritisch dargestellt. Die cultural belongings, die als Ausdruck der kulturellen Identität von Gegenständen verstanden werden und Aspekte wie Sprache, Religion, Bräuche oder Wertvorstellungen umfassen, werden in einer Installation aus Teakholz und Bambus präsentiert, die sowohl die ‚Objekte‘ schützen als auch ein ästhetisches Erlebnis bieten soll. Bei der gemeinschaftlichen Auswahl der cultural belongings nahmen die Verantwortlichen Rücksicht auf die Aussagen von Vertretern der tansanischen Gemeinschaften, von denen die Ausstellungsstücke stammen. Dazu zählten auch Entscheidungen, welche Stücke gezeigt werden sollen, wie eine respektvolle Präsentation aussehen kann und mit welchen zusätzlichen Informationen sie versehen werden soll. Ein Beispiel hierfür ist die Entscheidung, eine große Skulptur nicht im Original, sondern lediglich durch eine maßstabgetreue Zeichnung darzustellen, welche die Umrisse dieses Objekts darstellt.

## Begleitprogramm
Das Begleitprogramm zur Ausstellung umfasst unter anderem Führungen, Diskussionen, Workshops, Spiele und die europäische Premiere einer Choreografie der Company MUDA Africa. Dabei werden auch persönliche Geschichten und Erfahrungen von Menschen aus Deutschland, Tansania und der tansanischen Diaspora als Blick auf die aktuelle Kunst und Kulturszene Tansanias vorgestellt. Hierzu zählen auch Veranstaltungen mit Film, Fotografie, Medienkunst und Musik aus Tansania. Die Ergebnisse eines Workshops zur Interpretation kolonialer Fotografien, die bis heute das Bild Tansanias in den Medien und damit die vorherrschenden Vorstellungen des Landes prägen, werden als Collagen in Form von Faltmagazinen ausgestellt. Weiterhin erforschten Schülerinnen und Schüler in Berlin und Daressalaam jeweils lokale „Spuren des Kolonialismus“ und produzierten dazu Kurzfilme.

## Rezeption
Positive Berichte erschienen in der Berliner Zeitung, im Tagesspiegel, im Rundfunk Berlin-Brandenburg (rbb) und weiteren Medien. Unter anderem hoben sie die Bedeutung der cultural belongings für Menschen in Tansania und die komplexe Geschichte der Sammlungen, inklusive aktueller Diskussionen über Provenienz und Rückgaben von Kulturgut kolonialer Herkunft hervor.